# Paisochelifer utahensis
Paisochelifer utahensis är en spindeldjursart som beskrevs av Clarence Clayton Hoff 1950. Paisochelifer utahensis ingår i släktet Paisochelifer och familjen tvåögonklokrypare. Inga underarter finns listade i Catalogue of Life.